# Pyhrnpasset

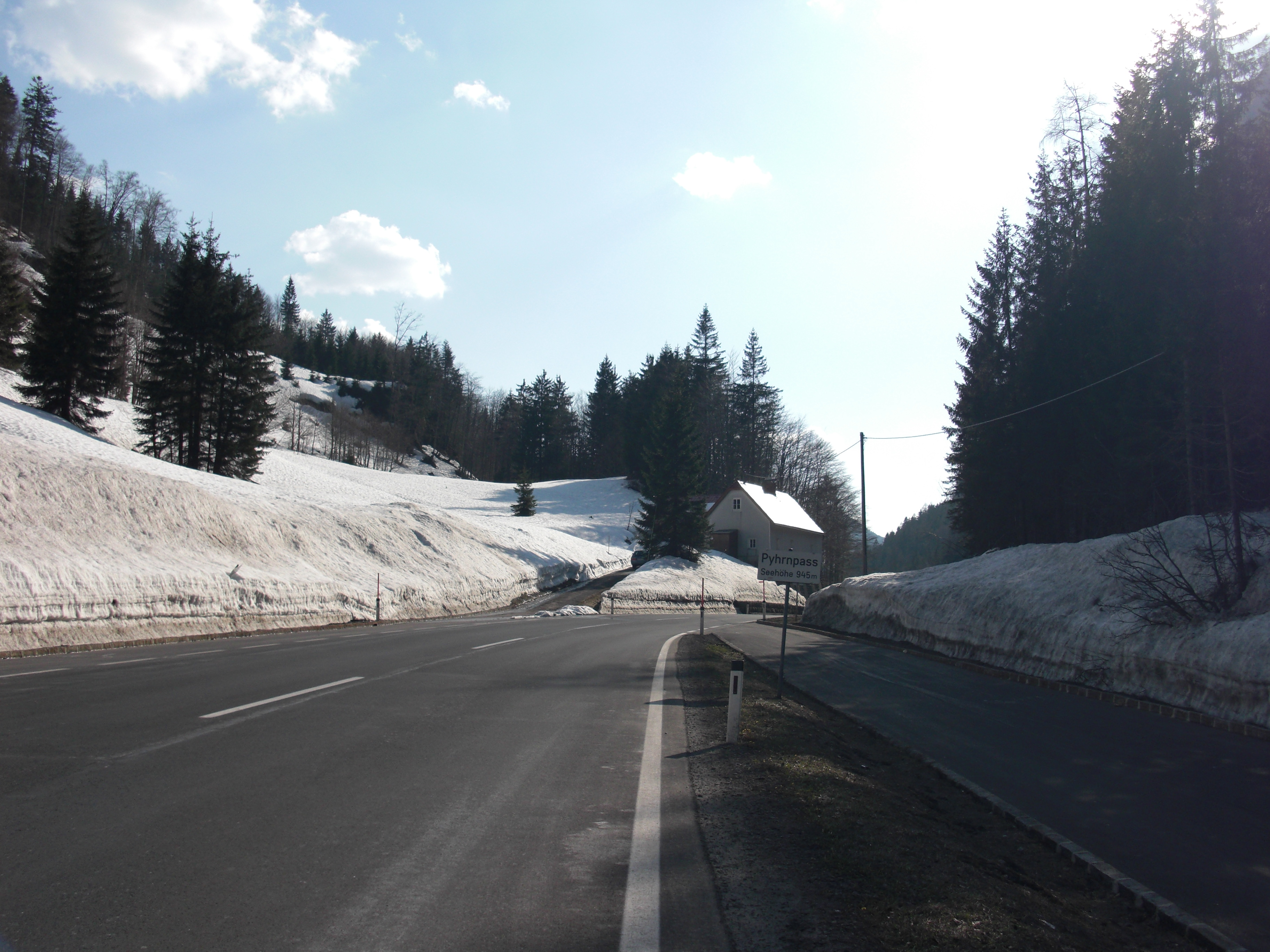
Vy från Pyhrnpasset.

Pyhrnpasset (954 m ö.h.) är ett bergspass i de österrikiska Alperna. Det är beläget på gränsen mellan förbundsländerna Oberösterreich och Steiermark. Namnet Pyhrn anses härstamma från det keltiska Pyr som betyder "berg".